# Bureau des avocats internationaux
Pour les articles homonymes, voir BAI.
Le Bureau des avocats internationaux (BAI) est un cabinet de droit public engagé dans la promotion des droits humains en Haïti. Sa mission est d'assister le judiciaire haïtien et de représenter les victimes de violations de droits humains dans les tribunaux haïtiens. Le BAI a été créé en 1995 et a son bureau principal à Port-au-Prince, capitale d'Haïti.
Le BAI collabore étroitement avec l'Institute for Justice and Democracy in Haiti (IJDH).
Parmi les plus grands succès du BAI, on peut citer le procès du massacre de Raboteau, qui a vu la condamnation de 53 accusés, y compris des chefs militaires et paramilitaires de la dictature allant de 1991 à 1994.
En juin 2008, en partenariat avec l'IJDH et l'Université de Hastings, le BAI a remporté le premier procès en appel de Haïti à la Cour Inter-Amériques des Droits de l'Homme.
Depuis sa création, le BAI est dirigé par Mario Joseph, reconnu comme un des plus grands avocats et expert des droits humains de Haïti, Mario Joseph est décédé dans un accident de circulation le 31 mars 2025.